# أفيمايا
أفيمايا (بالإنجليزية: Avimaia) هو جنس من الطيور الأحفورية من فصيلة الطيور النقيضة التي عاشت منذ حوالي 115 مليون سنة في شمال غرب الصين. النوع الوحيد المعروف هو الحيوانات المنقرضة عُثِرَ على أحافير من النوع الكلي للطائر في تكوين Xiagou، ويُشار إليه على أنه أول طائر أحفوري اِكْتُشِف مع بيضة غير مسقوفة. عُثِر على تشوهات في البيضة، بما في ذلك إرتباط البيضة حيث تصبح البيضة عالقة داخل جسم الطائر مسببة الموت، في البيضة مما يشير إلى أن البيضة المحفوظة ربما تسببت في موت هذا الطائر. يعتبر ربط البيض حالة خطيرة وقاتلة شائعة إلى حد ما في الطيور الصغيرة التي تتعرض للإجهاد.
وفقًا لعالمة الأحافير ياسمينا ويمان من جامعة ييل، "هذه أحفورة مذهلة مع الكثير من الإمكانات لإجراء تحقيقات بيولوجية في المستقبل." معلومات تناسلية أكثر من أي طائر أحفوري آخر من الدهر الوسيط"، وفقًا لباحث علم الأحافير في الأكاديمية الصينية للعلوم.